# Gymnázium Jevíčko
Gymnázium Jevíčko (oficiálně Gymnázium, Jevíčko, A. K. Vitáka 452) je střední škola v Jevíčku. Gymnázium Jevíčko se nachází v Pardubickém kraji. Škola má 12 tříd, které navštěvuje 238 studentů. Součástí školy je domov mládeže a školní jídelna.

## Studijní obory
Škola vyučuje tři studijní obory.
- A: Studium čtyřleté s prohloubenou výukou jazyků. Je zaměřeno na humanitní předměty s prohloubenou výukou cizích jazyků. Prohloubení výuky jazyků spočívá v tom, že se ke dvěma světovým jazykům (povinným pro všechna gymnázia) přidává ve třetím a čtvrtém ročníku povinná latina. Hodinová dotace prvního jazyka je 5 hodin týdne + dvě hodiny povinně volitelné konverzace, druhého povinného jazyka 3 hodiny. Méně času je naopak věnováno výuce fyziky, chemie a matematiky.[1]
- B: Studium čtyřleté všeobecné.
- L: Kombinované lyceum s alternativním stylem výuky založeném především na waldorfské pedagogice. Od třetího ročníku studenti volí přírodovědné nebo technické zaměření.[2]

## Historie
Poslední desetiletí 19. století bylo v Jevíčku poznamenáno bojem mezi Čechy a Němci o vliv na správu města. Nově zvolené městské zastupitelstvo s českou většinou se mohlo i přes pokračující obstrukce německé menšiny soustředit na práci ve prospěch města. Uskutečnit se tak mohly i plány na zřízení české střední školy. Městské zastupitelstvo uznalo, že není schopno samo ze svých prostředků školu zřídit a vydržovat, a proto podalo 13. ledna 1896 petici za založení zemské vyšší reálky Moravskému zemskému sněmu.
Sněm odpověděl kladně hlavně zásluhou poslance za Jevíčsko dr. Jana Žáčka již 4. února 1896. Tak mohla začít konkrétní jednání zemského výboru, zemské školní rady a města Jevíčka, kterému byly požadavky sděleny 26. května 1896. Přes nemalé náklady se jevíčští zastupitelé nezalekli a 3. července 1896 svůj zájem o zřízení reálky potvrdili, navíc přislíbili stavbu nové budovy, s tím že do jejího otevření budou adaptovány místnosti pro reálku v zámečku. Na základě této odpovědi a kladného postoje zemského výboru schválil Moravský zemský sněm 27. února 1897 zřízení zemské vyšší reálky s vyučovacím řečí českou v Jevíčku.
| „                                                                          | Městské obci Jevíčku ukládá se závazek postarati se o potřebné místnosti pro tamní zemskou vyšší reálku v předepsaném počtu, rozměru a stavu, jak je toho třeba při postupném otvírání reálních tříd, dále o naturální byt pro ředitele a školníka, prvnější mimo budovu školní, pak o potřebné školní zařízení a učebné pomůcky, jakož i vůbec všechny potřeby zavčas, konečně pak uhrazovati služné školníka a zaopatření jeho, jakož i jeho rodiny. Městské obci Jevíčku ukládá se mimo to závazek odváděti do fondu zemského na potřebu platů učitelských, počínaje rokem 1897/98, pokud se týče 1. října 1897 paušální obnos 3 800 zl. | “ |
| — Pokyny pro jevičské zastupitelstvo, z usnesení Moravského zemského sněmu | |   |

Budova gymnázia byla vystavěna v letech 1898–1899 podle plánů olomouckého stavitele Václava Wittnera. Téměř identický projekt Wittner realizoval v letech 1898–1899 u budovy zemské vyšší reálky v Bučovicích. Základní kámen byl položen při slavnosti v neděli 9. října 1898, svěcení dokončené školy proběhlo za méně než rok, 17. září 1899. Patronem školy v jubilejním 50. roce své vlády se stal císař František Josef I.
| „                                             | Dnes každého cizince, jenž spěje do Jevíčka, z daleka poutá pozornost nádherná budova dvoupatrová, jež hrdě nese nápis: Zemská reálka cís. a krále Františka Josefa I. Je-li vchod a vestibul imposantní, pak překvapuje vnitřní zařízení svojí praktičností. Veškery místnosti jsou prostorné a vzdušné, pěkné pracovny chemické a fysické, šatny, moderně zařízené kreslírny, kabinety, ředitelna, dvorana atd., vše svědčí o vkusu pro potřebu a krásu. Z oken budovy naskýtá se rozkošný pohled na hory (...). A před okny zřízena bude botanická zahrada, letní hříště pro žáky a v zimě kluziště. Budova tato (...) jest zemskou školní radou stavena za vzor budovy pro střední školu. | “ |
| — Olomoucký Pozor, 19. 9. 1898, č. 107, s. 2. | |   |

## Známí studenti
- Vladimír Bezděk (*1974), ekonom
- Josef Hrdlička (*1942), olomoucký světící biskup
- Rudolf Janíček (1904–1988), překladatel
- Jaromír Korčák (1895–1989), geograf, demograf a statistik
- Josef Kožoušek (starší) (1888–1957), profesor strojírenství, rektor VUT
- František Lízna (1941–2021), jezuita, signatář Charty 77
- Jaroslav Mackerle (1913–1964), regionální historik
- Julius Mackerle (1909–1988), automobilový konstruktér
- Radko Martínek (*1956), politik
- Jiří Maštálka (*1956), politik
- Ján Papánek (1896–1991), diplomat
- Bohumír Podlezl (1897 – 1975), brigádní generál
- Radovan Suchánek (*1972), soudce Ústavního soudu ČR
- Jan Vrbka (1942–2017), rektor VUT
- Ivo Žďárek (1960–2008), diplomat

## Známí učitelé
- Jiří Brýdl (* 1945), politik
- Bohdan Lacina (1912–1971), grafik
- Kamil Nagy (1873–1939), synodní senior Českobratrské církve evangelické
- Josef Zeithammel-Zahořanský (1891–1952), malíř